# 화장실 어디에요?
"화장실, 어디에요?"는 Fruit Chan (프릇챈)감독의 2002년 영화이다. 다양한 풍경의 각국 화장실을 둘러싸고, 이 속에서 벌어지는 온갖 인간사에 대해 다루는 로드무비이다. 100% 한국자본으로 홍콩감독 Fruit Chan과 해외 스텝들, 아시아의 청춘 배우들이 함께 모여 만들어진 다국적 합작 영화이다.

## 출연진
- 장혁 : 김선박 역
- 조인성 : 조 역
- Abe Tsuyoshi(아베 츠요시) : 동동 역
- Ma Zhe(마제) : 토니 역
- 김양희 : 해양소녀 역
- Sam Lee(이찬삼) : 샘 역
- 곡조림 : 곡 역

## 수상
- 2002 제59회 베니스 국제 영화제 공식경쟁부문 '업스트림(Upstream)' 특별언급상(Special Mention Award)(감독상)
- 2003 Split International Festival of New Film FIPRESCI Prize 수상 (감독상)
- 2004 Hong Kong Film Critics Society Awards Film of Merit 수상
- 기타 국제 영화제 초정
  - 토론토 국제 영화제 '비전(Visions)' 부문
  - 밴쿠버 국제 영화제 공식경쟁부문 '용호상(Dragons and Tigers)' 부문
  - 부산 국제 영화제 '아시아 영화의 창(A Window on Aisian Cinema)' 부문
  - 함부르크 국제 영화제, 오슬로 국제 영화제, 런던 국제 영화제, 플랑드르 국제 영화제, 비엔나 국제 영화제 초청.